# Torneos infantiles de fútbol en Chile
Los torneos infantiles de fútbol en Chile son desarrollados anual o semestralmente. La Federación de Fútbol de Chile organiza el Fútbol Joven de Chile. Los principales organizados por empresas privadas son:

## Copa Enel
La Copa Enel, hasta 2016 Copa Chilectra, es un torneo de baby fútbol masculino y femenino que busca reforzar el mensaje de optar por el deporte y la vida sana, convirtiendo las multicanchas de la Región Metropolitana de Santiago en puntos de encuentro y recreación familiar. Lo disputan 33 comunas de dicha región y es su principal torneo infantil.
Fue creado por la empresa Chilectra y comenzó en 2002 como un evento deportivo para utilizar las canchas iluminadas por su proyecto Programa de Iluminación de Multicanchas, iniciado en 1994. Ahora es organizado por la firma Enel Chile y apoyado por Carabineros de Chile, la Fundación Iván Zamorano, el Fondo de las Naciones Unidas para la Infancia, el Ministerio del Deporte de Chile y el Servicio Nacional para la Prevención y Rehabilitación del Consumo de Drogas y Alcohol.

### Participantes
Desde 2002 participan varones de hasta 13 años de edad, y desde 2005, damas de hasta 15 años de edad. Las comunas están divididas en cuatro zonas:
| Zona Norte                                                                                | Zona Oriente                                                                                           | Zona Sur | Zona Poniente                                                                                      |
| - Colina - Conchalí - Huechuraba - Independencia - Lampa - Quilicura - Recoleta - Til Til | - La Reina - Las Condes - Lo Barnechea - Macul - Ñuñoa - Peñalolén - Providencia - Santiago - Vitacura | - La Cisterna - La Granja - La Florida - Lo Espejo - Pedro Aguirre Cerda - San Joaquín - San Miguel - San Ramón | - Cerrillos - Cerro Navia - Estación Central - Lo Prado - Maipú - Pudahuel - Quinta Normal - Renca |

### Desarrollo
Entre abril y junio se juega el campeonato comunal que tiene por fin determinar el equipo para representar a la comuna en la copa. Eso se hace normalmente por un mini torneo realizado por cada municipalidad. La Copa Chilectra se juega desde julio hasta septiembre. Las 33 comunas se forman en siete grupos de cuatro y uno de cinco según zona. Los mejores dos equipos de cada grupo clasifican a octavos de final. Desde ese momento, el campeonato se juega por un proceso de eliminación para determinar al equipo campeón de la copa.

### Campeones
Desde 2002 las finales fueron jugadas en el Estadio Chilectra en Independencia, desde 2005, en el Gimnasio Olímpico de San Miguel, desde 2007, en el Teatro Caupolicán en la comuna de Santiago, y desde 2016, en el Polideportivo del Estadio Nacional en Ñuñoa.

#### Categoría masculina
El equipo campeón viajaba a la ciudad de Río de Janeiro en Brasil para jugar ante un seleccionado local sub-13. Desde 2008, a la ciudad de Madrid en España para jugar ante el club Real Madrid serie Infantil B (sub-13). Desde 2010 disputaron la Copa de la Integración Fundación Endesa-Real Madrid, donde también participaban equipos de América del Sur ganadores de su copa local. Desde 2016, viaja en octubre a la ciudad de Milán en Italia para jugar ante el club Inter de Milán sub-13 por la Copa Enel de la Integración, acompañado por Iván Zamorano, el embajador del torneo y exfutbolista de dicho club.
| Año  | Comuna                                |
| ---- | ------------------------------------- |
| 2002 | Pedro Aguirre Cerda (Barra: Recoleta) |
| 2003 | Conchalí                              |
| 2004 | Maipú                                 |
| 2005 | San Joaquín (*)                       |
| 2006 | Huechuraba                            |

| Año  | Comuna            |
| ---- | ----------------- |
| 2007 | Lo Prado          |
| 2008 | Conchalí          |
| 2009 | San Joaquín (*)   |
| 2010 | Renca             |
| 2011 | Quilicura         |
| 2012 | Quinta Normal (*) |

| Año  | Comuna        |
| ---- | ------------- |
| 2013 | Recoleta (*)  |
| 2014 | Quilicura (#) |
| 2015 | Quilicura     |
| 2016 | Independencia |
| 2017 | Ñuñoa (*)     |

(*): Equipo campeón en Brasil, España o Italia.

(#): Equipo campeón en Chile de la Copa de la Integración Chile-Colombia.

#### Categoría femenina
Entre 2005 y 2007 la competencia fue en voleibol. Desde 2008 de baby fútbol, donde el equipo campeón viajaba a la ciudad de Niterói en Brasil para jugar con el club Canto do Rio sub-15, después, con el proyecto de integración social Craque do Amanhã sub-15 por la Copa de la Integración Brasil, y actualmente, con el club Inter de Milán sub-15.
| Año  | Comuna      |
| ---- | ----------- |
| 2005 | Providencia |
| 2006 | Providencia |
| 2007 | Providencia |
| 2008 | Conchalí    |
| 2009 | Cerro Navia |

| Año  | Comuna               |
| ---- | -------------------- |
| 2010 | San Ramón            |
| 2011 | San Ramón            |
| 2012 | Cerro Navia (*)      |
| 2013 | Cerro Navia          |
| 2014 | Independencia (*)(#) |

| Año  | Comuna            |
| ---- | ----------------- |
| 2015 | Independencia (*) |
| 2016 | Independencia     |
| 2017 | Independencia (*) |

(*): Equipo campeón en Brasil o Italia.

(#): Equipo campeón en Chile de la Copa de la Integración Chile-Colombia.

### Marcas
- El goleador histórico del torneo es Renato González de San Ramón en 2003, con 37 tantos.[8]
- El equipo más destacado en la historia del torneo es Quinta Normal de 2012, al vencer por 3-1 al club Real Madrid.[2]
- La comuna con más títulos y que más veces ha ganado el torneo es Independencia, nueve y cinco, respectivamente.[8]
- La jugadora con más participaciones en el torneo es Anais Fariña de Independencia, cuatro, entre 2013 y 2016.[18]

## Campeonato Nacional Infantil
El Campeonato Nacional Infantil Scotiabank es un torneo de baby fútbol masculino. Comenzó en 2014 y participan más de dos mil niños de hasta 12 años de edad de colegios municipales, subvencionados y particulares de siete regiones del país, las de Antofagasta, Coquimbo, Valparaíso, Santiago, O’Higgins, Bío-Bío y Araucanía, siendo disputada en las ciudades de Antofagasta, La Serena, Viña del Mar, Santiago, Rancagua, Concepción y Temuco, respectivamente.
Es parte de la iniciativa Iluminando el Mañana de Scotiabank Chile.

### Campeones
La final es jugada en diciembre en Santiago. El equipo campeón viaja en marzo a la ciudad de Turín en Italia para jugar ante el club Juventus sub-12, acompañado por Marcelo Salas, el embajador del torneo y exfutbolista de dicho club.
| Año  | Colegio                       | Comuna              |
| ---- | ----------------------------- | ------------------- |
| 2014 | Colegio María Auxiliadora (*) | Viña del Mar        |
| 2015 | Saint John's School (*)       | San Pedro de la Paz |
| 2016 | Colegio Aconcagua (*)         | Quilpué             |

(*): Equipo campeón en Italia.